# Kryds (trafik)
 For alternative betydninger, se Kryds. (Se også artikler, som begynder med Kryds)
I trafikken er et kryds et sted, hvor to eller flere veje mødes. Et kryds kan udformes på flere måder afhængig af, hvordan trafikken ønskes afviklet. Udformningen har betydning for trafiksikkerheden, og hvor hurtigt trafikken fra de enkelte retninger kan fortsætte.
Såfremt en vej afsluttes ved mødet med en anden vej, kaldes krydset et T-kryds, mens kryds, hvor begge veje fortsætter kaldes firevejskryds. Herudover betragtes mange andre former vejanlæg for kryds som f.eks. rundkørsler, jernbaneoverskæringer, separate cykelstier og kryds med flere end fire veje.